# Eichelbacher Hof

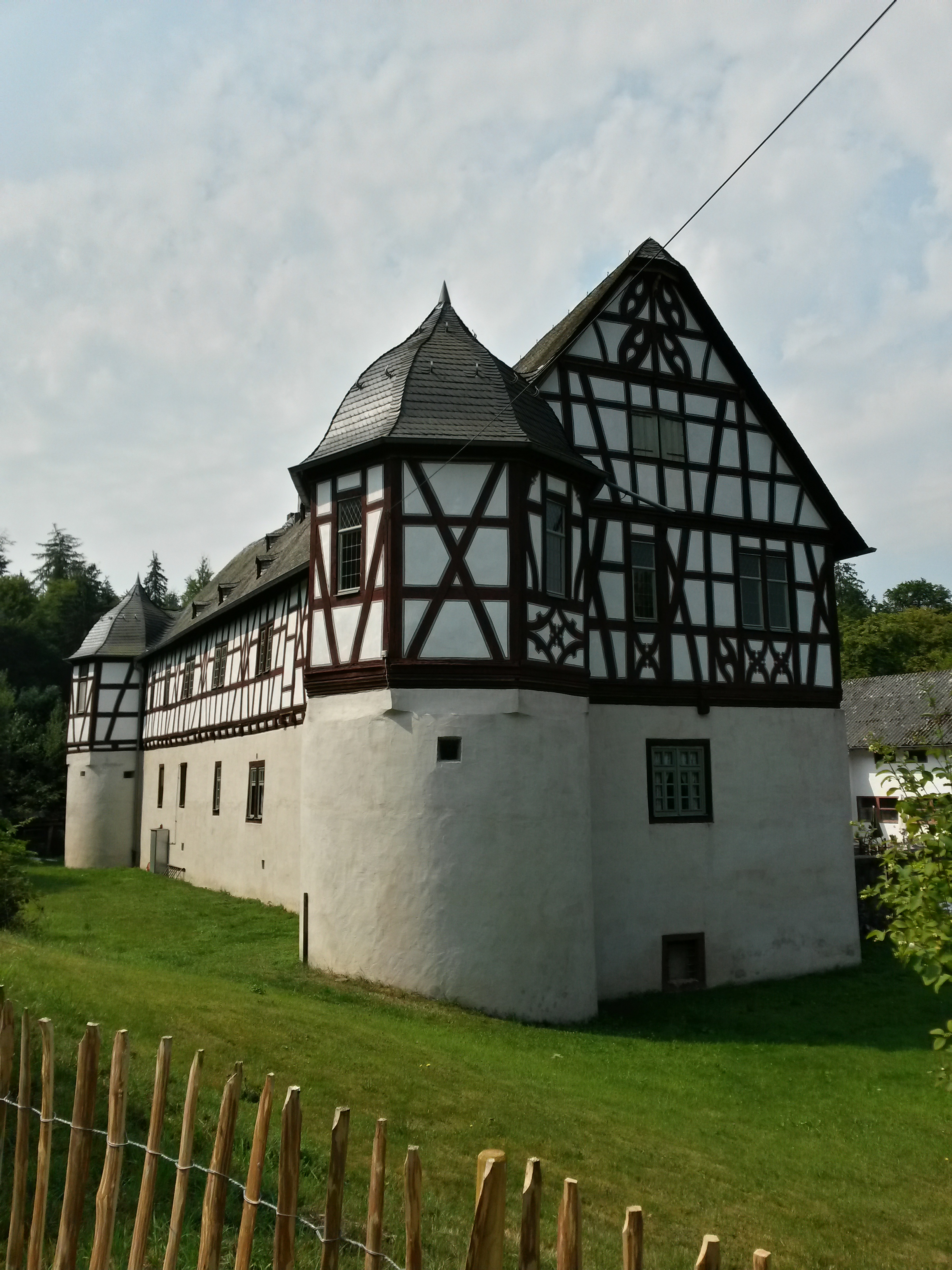
Fachwerk Herrenhaus mit den zwei Ecktürmen

Der Eichelbacher Hof ist eine ehemalige Renaissance-Wasserburg unbekannter ständischer Zuordnung. Er liegt in der heutigen Gemarkung Rod an der Weil der Gemeinde Weilrod im Hochtaunuskreis in Hessen, etwa 60 Kilometer nördlich von Frankfurt am Main und etwa 40 Kilometer nordöstlich von Wiesbaden.

## Geographische Lage
Der Eichelbacher Hof liegt, von ausgedehnten Mittelgebirgswäldern des Taunus umgeben, im östlichen Hintertaunus im Quellgebiet des Eichelbachs, einem westlichen (linken) Zufluss der  Weil. Westlich des Eichelbacher Hofs erheben sich der Stückelberg (510 m) und das Kuhbett (526 m), an deren Ostflanke, etwas oberhalb des Hofes, die historische Rennstraße vorbeiführt. Die Ortschaft Hasselbach liegt ungefähr zwei Kilometer weiter nördlich und Rod an der Weil und Cratzenbach liegen jeweils drei Kilometer entfernt im Nordosten bzw. Osten.

## Geschichte
Erstmalige Erwähnung findet die Burg Eichelberg, eine mittelalterliche, durch ein Gebück geschützte Turmburg, im Jahre 1213. Sie diente dem Schutz einer verkehrsreichen Höhenstraße durch den Taunus, der Rennstraße. Die Umgebung gehörte zur Grafschaft Weilnau, nach 1326 den Grafen von Nassau. Belegt ist 1339 eine urkundliche Nennung der Familie Reinberg zu Eichelbach, die hier begütert war. Kurzfristig hauste im 14. Jahrhundert auch der Raubritter Friedrich von Hattstein auf der Turmburg. Bis zum Aussterben der Reinberger Linie 1615 blieb der Eichelbacher Hof immer in Familienbesitz.
Die Turmburg – Burg Eichelberg –, deren wehrtechnische Bedeutungslosigkeit sich in der Mitte des 14. Jahrhunderts herausstellte, wurde abgetragen, Baureste sind heute nicht mehr vorhanden. Etwa 600 Meter weiter südwestlich im Tal wurde eine stattliche Vierflügelanlage, eine Wasserburg mit vier Ecktürmen, errichtet. Sie war beispielhaft für einen ländlichen Adelssitz des ausgehenden Mittelalters.
1568 wurde der heute noch existierende Teil der Burg, das Herrenhaus, erneuert. Nach dem Tod des letzten Reinbergers (Marquart von Reinberg) im Jahr 1615 fiel der Eichelbacher Hof an Nassau-Weilburg, die Hofanlage wurde nicht weiter genutzt und schon 1642 heißt es, sie sei halb zerfallen.
Nach verschiedentlichen Beleihungen kaufte 1706 Fürst Wilhelm Heinrich zu Nassau-Usingen das Schloss. Um 1776 schmälerte der Verkauf von größeren Ländereien den Besitz. Im gleichen Jahr bezog das nassauische Oberforstamt hier seinen Sitz; zu diesem Zweck wurde der Ostflügel wieder hergerichtet. Ab 1787 gehörte der Hof verwaltungstechnisch zum Oberamt Usingen im Fürstentum Nassau-Usingen. Ab 1806 zum Ort Cratzenbach gehörig, war es Teil des Kirchspiels Rod an der Weil und gehörte dann im Amt Usingen zum Herzogtum Nassau. Mit der Einverleibung Nassaus nach Preußen 1866 wurde der Hof Teil der Provinz Hessen-Nassau.
Ab 1880 erhielten wieder Landwirte den Hof zur Pacht, und in den Jahren ab 1920 diente er nochmals der preußischen Forstverwaltung. Nach dem Zweiten Weltkrieg und Übergang in Eigentum der hessischen Forstverwaltung wurde der Hof verkauft und ging in Privatbesitz über.

## Ehemalige Baubeschreibung
Das noch gut erhaltene Herrenhaus, aus dessen massivem Erdgeschoss auf der Ostseite zwei runde Ecktürme vorspringen, war einst der Ostflügel eines viertürmigen Renaissanceschlosses. Der Innenhof maß 100 auf 100 Fuß und stand über eine Holzbrücke mit der auf der Nordseite vorgelagerten Vorburg in Verbindung. Die Vorburg sicherte durch zwei Tore das Hofhaus, Scheunen und Stallungen, eine Brauerei und eine Kapelle (im Jahre 1410 erwähnt).

## Beschreibung
Bei dem in den Jahren 2000 bis 2004 mit Unterstützung des Hessischen Landesamtes für Denkmalpflege sanierten Herrenhaus kündigt sich mit dem reichen Schmuck des Fachwerks und der Schaufassade die Bauform der Renaissance bereits an. Besonders der Dachstuhl des Fachwerkbaus mit originalem Hängewerk ermöglichte große, stützenfreie Räume, wie den sogenannten „Feinen Saal“, dessen wertvolle Stuckdecken restauriert werden konnten. Auch wurde versucht, die verschiedenen Fenstertypen in Anpassung an die vorgefundenen Öffnungen mit einfachverglasten Flügelfenstern wiederherzustellen.

## Heutige Nutzung
Der Eichelbacher Hof ist seit dem Verkauf durch die hessische Forstverwaltung ab den 1950er Jahren in Privatbesitz und wurde zeitweise verpachtet. Er wurde über die Jahre stilgerecht renoviert und hat sich in der Gegenwart zu einem beliebten Ausflugslokal mit bodenständiger Gastronomie entwickelt. Der Hof wurde im hessentip, einer Sendung des HR-Fernsehens, am 1. Juni 2012 vorgestellt.

## Persönlichkeiten
- Friedrich Halbey (1797–1870), Amtmann, Geheimrat und Landtagsabgeordneter wurde auf dem Eichelbacher Hof geboren.